# 拳霸
《拳霸》是一部2003年上映的泰國電影，片中打鬥場面均為真功夫，並未使用替身、吊鋼線或電腦圖像。由巴猜·平橋執導。托尼·贾主演。

## 劇情
朗．柏都（Nong Pra-Du）為泰國一寧靜小村莊，村民信奉佛教，尤其是寺內的安北佛（Ong Bak）。可惜，無良村民阿堂砍掉安北佛的頭，賣予不法商人謀取暴利，全村頓時恐懼不安。看守佛寺的阿丁，決定單人匹馬前赴曼谷，誓要將佛頭奪回……。

## 外部連結
- 開眼電影網上《拳霸》的資料（繁體中文）
- 豆瓣电影上《拳霸》的資料 （简体中文）
- 时光网上《拳霸》的資料（简体中文）
- AllMovie上《拳霸》的资料（英文）
- 爛番茄上《拳霸》的資料（英文）
- Box Office Mojo上《拳霸》的資料（英文）
- TCM电影资料库上《拳霸》的资料（英文）
- Metacritic上《拳霸》的資料（英文）
- 互联网电影数据库（IMDb）上《拳霸》的资料（英文）
- 香港電影網 - 拳霸 （页面存档备份，存于） （繁體中文）